# Nasuconia curculionoida
Nasuconia curculionoida (лат.) — вид горбаток рода Nasuconia из подсемейства Darninae (Membracidae). Неотропика: Бразилия и  Французская Гвиана.

## Описание
Мелкие равнокрылые насекомые (длина около 7 мм). Характеризуется следующими признаками: (1) преапикальная область заднего пронотального отростка равномерно выпуклая; (2) при дорсальном виде заднелатеральная область слабо выступающая; (3) поперечная крыловая жилка s присутствует; (4) вторая вальвула, с зубцами в дорсо-апикальном крае; (5) переднеспинка с желтыми продольными линиями. Голова черная, переднеспинка с темно-коричневыми плечевыми углами, грудь, ноги и брюшко черные; переднеспинка с продольными приподнятыми желтыми линиями; переднеспинка с морщинистой поверхностью.
Этот вид сходен с N. guianensis и N. yasuni. Окраска пронотума и скульптура N. curculionoida сходны с видами группы lineosa-, но этот вид отличается следующими признаками: лобный клипеус длиннее и изогнут вниз; голова более узкая; оцеллии крупнее; супрантеннальный край сужается кпереди, а вершина пронотума с приподнятым поперечным килем. N. curculionoida отличается от N. guianensis формой и скульптурой пронотуса и более длинным фронтоклипеусом, а от N. yasuni — формой и скульптурой пронотума и характеристиками гениталий самок.